# 고토쿠 슈스이
고토쿠 슈스이(일본어: 幸徳 秋水: 1871년 11월 5일(메이지 4년 음력 9월 23일)~1911년(메이지 44년) 1월 24일)는 메이지 시대의 언론인, 사상가, 사회주의자, 무정부주의자다. 본명은 고토쿠 덴지로(일본어: 幸徳 傳次郎). "슈스이"라는 이름은 스승 나카에 조민에게서 받은 것이다. 고토쿠 대역사건으로 처형된 12인 중 한 명이다.

## 일생
고치현 하타군 나카무라정(현 고치현 시만토시) 출생. 고토쿠 집안은 본래 가데이(幸徳井)라고 읽었으며, 음양사 가문이었다. 이 시기가 되면 양조업과 약재업으로 지역 유력자가 되어 있었다. 한편, 처 모로오카 지요코는 막말 존왕양이 운동에 가담하여 아시카가 목상효수사건의 주모자가 된 국학자 모로오카 마사타네의 딸이다.
9살 때 유학자 기도 아키라의 수명사에 들어가 사서오경을 배웠다. 11세 때 구제 나카무라 중학교(현 고치현립 나카무라 중고등학교)에 진학했으나 태풍으로 학교가 파괴되고 이후 학교가 재건되지 않아 퇴학했다. 1887년(메이지 20년), 상경한 나카에 조민의 문하생이 된다. 신문기자를 목표로 『자유신문』(자유당의 기관지. 사장 아타가키 다이스케) 등지에서 근무했다. 같은 해 반포된 보안조례로 오사카로 옮긴 조민은 스도 사다노리의 연극공연 기획을 옹호했는데, 그 때 스도가 공연한 연극 중 하나인 「근왕미 담상야서」(勤王美（義とも）談上野曙)는 조민이 슈스이에게 집필을 의뢰했다고 한다.。
1898년(메이지 31년) 구로이와 루이코가 창간한 『만조보』 기자가 되었다. 『만조보』는 일본의 황색언론의 선구자로, 권력자의 추문 보도를 추구, “축첩실례” 따위 개인정보를 노출하는 추문기사를 주로 쓴 신문이다. 1899년(메이지 32년) 말에는 도쿄의 신문들 중 발행부수 1위에 도달했고, 최대 발행부수는 30만 부를 기록했다.
슈스이는 기자 일을 하면서 국민영학회 등에서 공부를 하고, 1900년(메이지 33년) 8월 30일, 구 자유당계 정당인 헌정당이 정적이었던 번벌 이토 히로부미와 야합해 입헌정우회를 결성한 것을 한탄, 『만조보』에 “오호통재, 자유당 죽다” 라는 문장으로 유명한 「자유당 제문」이라는 비판논문을 발표했다. 동년 5월 황태자(후의 다이쇼 천황)의 결혼 축하 사설을 무기명으로 『만조보』 1900년 5월 10일자에 기고했다. 동년 6월 의화단 운동을 제압할 때 일본군이 청나라의 마제은을 횡령한 혐의를 『만조보』에서 물어뜯어 육군중장 마나베 아키라를 휴직케 했다(마제은 사건). 이 일로 마나베와 야마가타의 원한을 샀는데, 그것이 후의 대역사건에 연결되었다는 설이 있다.
1901년(메이지 34년) 사회민주당 창당발기인으로 참여했다. 동년 『이십세기지괴물제국주의』를 간행, 제국주의를 비판했다. 이것은 당시 국제적 기준에서도 고급한 제국주의 비판서였다. 또 동년 다나카 쇼조가 아시오 광독 사건에 대해 메이지 천황에게 직소했을 때 그 상소문도 슈스이가 초고를 쓰고 쇼조가 손을 본 것이었다. 쇼조가 상소문 집필을 의뢰한 자들은 모두 두려워 주저하는 가운데 슈스이 혼자 거절하지 않고 써 줬다.
1902년(메이지 35년), 그 전해 사망한 조민을 추모하는 「조민 선생」을 발표했다.
1903년(메이지 36년), 러일전쟁 개전 당시 『만조보』가 사론을 비전론에서 개전론으로 전향하자 슈스이는 사카이 도시히코 우치무라 간조, 이시카와 산시로와 함께 퇴사했다. 슈스이와 토시히코는 비전론을 계속 호소하기 위해 평민사를 개업하고 주간지 『평민신문』을 창간했다. 『만조보』 시절 동료였던 사이토 료쿠가 병으로 빈곤해하자 그를 위해 『평민신문』에 코너를 마련해 원고료를 주었다.
1904년(메이지 37년), 「여로국사회당서」를 발표, 곧 이어 「공산당 선언」을 번역 발표하고 발표한 당일 판금된다.
1905년(메이지 38년), 신문지조례로 인해 투옥되고 옥중에서 표트르 크로폿킨을 알게 됨으로써 무정부주의에 입문했다. 출옥 후 11월 도미해 샌프란시스코에 도착, 미국에 망명해 있던 러시아인 무정부주의자 フリッチ夫人 등과 어울려 아나르코생디칼리슴의 영향을 받았다. 이듬해 1906년 4월 18일 샌프란시스코 대지진을 경험한다. 지진 복구 과정에서 시민들이 자구자족하는 모습에서 무정부공산주의의 편린을 목격한다. 동년 6월 23일, 지진 때문에 귀국길에 오르고, 6월 28일 귀국 환영회가 열렸다. 슈스이는 환영회에서 총파업에 의한 직접행동론을 옹호했다. 1906년(메이지 39년) 1월 성립된 제1차 사이온지 내각의 융화정책에 의해 합법정당이 된 일본 사회당은 합법주의 노선이었기 때문에 슈스이의 실력행사론에 의해 당내 내홍이 일어났다. 보통선거 운동을 주장한 가타야마 센 등은 “의회정책론”을 내놓아 슈스이의 직접행동론과 대립했고, 결국 결별했다.
1909년(메이지 42년), 『자유사상』을 발간하고 당일 판금된다.
1910년(메이지 43년) 6월, 대역사건 혐의로 체포된다. 당시 슈스이는 정부 간노 스가와 함께 온천숙 중이었다. 옥중에서 역사적 존재로서의 예수를 부정하는 『기독말살론』을 탈고했다. 이 책에서 예수는 천황의 은유였다고도 한다. 그 내용은 신지학 협회의 애니 베산트의 기독교 이론과 일치하는 부분이 커서 베산트의 영향이 지적된다. 이것이 유고가 되었다.
이듬해 유죄, 사형을 판결받고, 다른 사형수들과 함께 1월 24일 저형되었다. 이러한 당국 대응은 이미 국내외 지식인층의 비판이 있었다. 당국은 사회주의자의 일망타진을 목표로 하고 있었기에, 대역사건 발각을 기회로 삼아 사건 관여 정도가 얕고 대역죄에 해당하지 않는 슈스이 등까지 죄를 날조해 처형했다. 사형수 12명 중 실제로 황족 암살을 음모했던 것은 간노 스가, 니이무라 다다오, 미야시타 다키치, 후루카와 리키사쿠 4명 뿐이었다. 슈스이는 그 중 칸노와 불륜 관계로 평민사 사내에서 동거 중이었기에 암살 계획의 존재를 알고 있었을 가능성이 없지는 않지만, 간노가 주모자였다는 검찰 주장에도 상당히 무리가 있었다.
슈스이는 감옥에 면회 온 처 지요코의 도시락에 손도 대지 않을 정도로 부부 관계가 냉각되어 있었지만 죽고 나서 묘소는 고향 고치현 시만토시의 절간에 지요코의 무덤 곁에 안장되었다. 비문은 고이즈미 사쿠타로가 썼다.

## 사후
도쿠토미 겐지로는 슈스이 등의 사형을 막기 위해 형 도쿠토미 소호를 통해 가쓰라 다로 총리에게 탄원했지만 소용 없었다. 1911년(메이지 44년) 1월 슈스이 등이 처형되자 그 다음달인 2월에 슈스이에 심취해 있던 구제 제1고등학교 변론부 가와카미 조타로, 모리토 다쓰오의 주최로 「모반론」 강연이 열려 학내에 소동이 일어났다.
고토쿠 대역사건은 문학가들에게도 큰 영향을 미쳐서, 이시카와 다쿠보쿠는 사건 전후 크로포트킨의 책이나 재판 기록을 입수, 연구해 「시대폐색의 상황」, 「A LETTER FROM PRISON」 등을 집필했다. 기노시타 모쿠타로는 1911년 3월 연극 「이즈미야 염색점」을 집필했다.
한편, 슈스이가 법정에서 “지금의 천자는 남조의 천자를 암살하고 삼종신기를 빼앗아 취한 북조의 천자가 아닌가”라고 발언한 것이 외부에 누설되어 난보쿠초 정통론이 일어났다. 제국의회 중의원에서 국정교과서의 남북조 찬위설을 비난하는 질의서를 제출하고, 2월 4일 의회는 남조를 정통으로 인정하는 결의를 냈다. 이 결의에 따라 교과서 집필 책임자 기타 사다키치가 휴직 징계를 당했다. 이후 일본 국정교과서는 『대일본사』를 근거로 삼종신기를 소유하고 있던 남조를 정통으로 서술하는 내용으로 교체된다.
이듬해인 1912년(메이지 45년) 6월에는 우에스기 신키치가 천황주권설을 발표한다. 이에 맞서 미노베 다쓰키치는 천황기관설을 주장했다. 대학가에서는 미노베의 천황기관설이 우세했지만, 그 후 천황주권설이 우세해져간다. 마제은 사건으로 슈스이와 악연을 가졌던 야마가타는 후일 러시아 혁명 발발 이후 극비적으로 반공주의 정책을 추진, 우에스기의 천황주권설을 기초로 한 국체론이 형성되어간다.
슈스이의 유작 『기독말살론』은 무신론의 관점에서 쓰여진 책이고, 말살의 대상인 예수가 천황을 은유했다는 설도 있지만 신사신토를 국교로 삼은 정부는 반기독교 관점에서 이 책의 출판을 인정했다. 『기독말살론』은 제2차 세계대전 시기까지 기독교에 부정적인 우익, 관료, 군인, 신관들 사이에 널리 읽히면서 기독교에 대한 압박을 위해 이용되었다.